# Demir Hotić
Demir Hotić (né le 9 juillet 1962 à Novi Grad) est un footballeur yougoslave.
Il a joué pour Fenerbahçe SK en Turquie, Union Solingen, Stuttgarter Kickers, VfB Stuttgart et 1.FC Kaiserslautern en Allemagne.